# Mohamed Bahari
Mohamed Bahari (n. 29 iunie 1976, Sidi Bel Abbès, Provincia Sidi Bel Abbès, Algeria) este un boxer ce a reprezentat Algeria, medaliat olimpic. A participat la o ediție a Jocurilor Olimpice (1996) în care a câștigat o medalie de bronz.

## Participări
Lista de mai jos prezintă principalele competiții la care a participat Mohamed Bahari de-a lungul carierei.
- boxing at the 1996 Summer Olympics – middleweight[*]